# Peniagone vedeli
Peniagone vedeli is een zeekomkommer uit de familie Elpidiidae.
De wetenschappelijke naam van de soort werd in 1956 gepubliceerd door B. Hansen.